# Grimsbury
Grimsbury är en stadsdel i Banbury, i civil parish Banbury, i distriktet Cherwell, i grevskapet Oxfordshire, i England. Grimsbury var en civil parish 1894–1932 när blev den en del av Banbury. Civil parish hade 3 501 invånare år 1931. Byn nämndes i Domedagsboken (Domesday Book) år 1086, och kallades då Grimberie.